# Norbert Trawöger

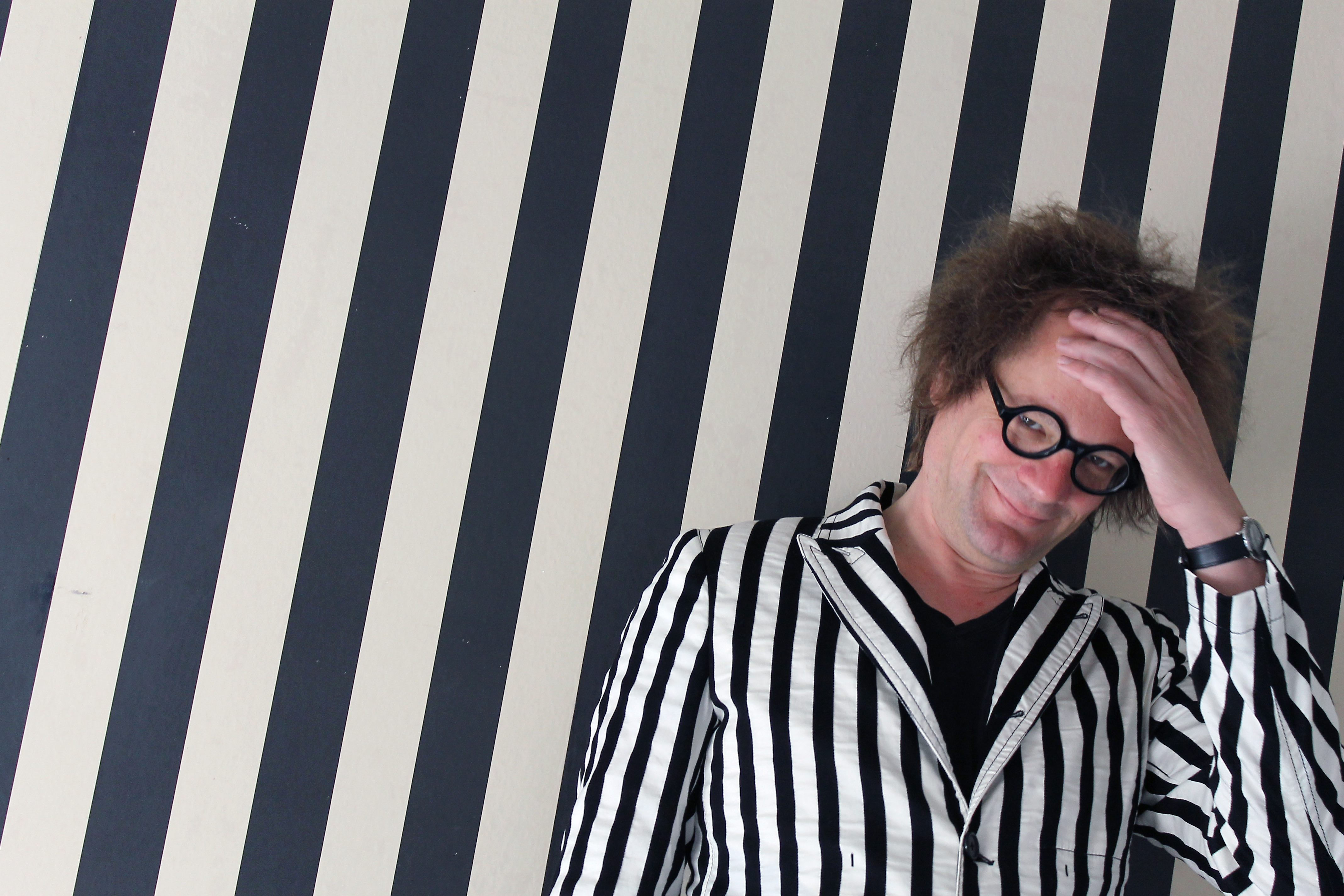
Norbert Trawöger (2015)

Norbert Trawöger (* 2. Juni 1971 in Wels) ist ein spielender, lehrender, schreibender und gestaltender österreichischer Musiker und Künstlerischer Direktor des Bruckner Orchester Linz.

## Leben und Wirken
Trawöger wurde als Sohn von Anna Trawöger und des Musikers Helmut Trawöger in Wels geboren und absolvierte eine Ausbildung zum Flötisten in Wien, Graz, Göteborg und Amsterdam.
Heute spielt er Konzerte auf alten und modernen Flöteninstrumenten, lehrte an der Musikschule Wels und hat Lehraufträge an der Bruckneruniversität und der Universität für Musik und darstellende Kunst Wien.
Von 2013 bis Juni 2023 war er Salonintendant des Kepler Salon in Linz. Er ist Mitglied der Künstlervereinigung MAERZ und Vorstandsmitglied der Gemeinschaft Kunstschaffender und Galerie DIE FORUM in Wels.
Trawöger kam 2017 mit Antritt des neuen Chefdirigenten Markus Poschner ins Leitungsteam des Bruckner Orchesters. Seit März 2019 ist er Künstlerischer Direktor des Bruckner Orchester Linz. Trawöger ist künstlerischer Leiter der ersten oberösterreichischen KulturEXPO Anton Bruckner 2024.
Im Juli 2024 wurde bekanntgegeben, dass er als Nachfolger von Michi Gaigg ab 2025 die Donaufestwochen leiten soll. Im April 2025 wurde er als Nachfolger von Dietmar Kerschbaum zum künstlerischen Leiter der Linzer Veranstaltungsgesellschaft (LIVA) bestellt, zu der Brucknerhaus, Posthof, Kinderkulturzentrum Kuddelmuddel, TipsArena sowie die Sportparks Auwiesen, Lissfeld und Pichling gehören. Die Intendanz der donauFESTWOCHEN werde er nach der Ausgabe 2025 wieder abgeben.

## Auszeichnungen
- 2008: Elfriede-Grünberg-Preis für die Konzertreihe verboten, verfolgt.[7]

## Publikationen
- Balduin Sulzer, Trauner Verlag, Linz 2010, ISBN 978-3-85499-692-7.
- Luftikusse (Buch und Vinyl mit Christian Steinbacher und Brigitte Mahlknecht), Edition Krill, Wien 2014, ISBN 978-3-902919-02-1.
- Spiel, Kremayr & Scheriau, Wien 2022, ISBN 978-3-218-01292-8.

## Medien
- Orangerie. Orchestrale Registereffekte von Balduin Sulzer, CD 122, Weinberg records, 2009.
- pavane von Angela Flam (2013) – Ö1 hautnah live im Klangtheater Wien; Sprach- und Soundcollage in Endlosschleifen, das Thema Demenz betreffend.[8]
- Wir sind eine Symphonie! Improvisationsorchester, DorfTV vom 1. Juli 2014
- In Motion, DorfTV vom 20. Juni 2014
- Hörensagen, DorfTV-Gesprächsreihe seit April 2012